# شهرستان چاپلیگینسکی
شهرستان چاپلیگینسکی (به لاتین: Chaplyginsky District) یک شهرستان در روسیه است که در استان لیپتسک واقع شده‌است.